# Heiner Carow
Heiner Carow, né le 19 septembre 1929 à Rostock et mort le 1er février 1997 à Potsdam, est un réalisateur et scénariste est-allemand.

## Biographie
Formé au studio de films pédagogiques de la DEFA au tout début des années 1950, Heiner Carow commence par réaliser des courts métrages documentaires. Il tourne son premier long métrage de fiction, le film pour enfants Rats des villes, en 1957. Dans les années 1960, il mène à bien divers projets pour la télévision et le cinéma, mais voit son film Les Russes arrivent interdit en 1968. Celui-ci met en scène le parcours d'un jeune hitlérien convaincu jusqu'à son procès en 1945 et pose la question de la responsabilité collective des Allemands. Bien que des éléments du film soient repris dans la réalisation suivante de Carow (Karriere, 1971), Les Russes arrivent ne sort dans sa version d'origine qu'en 1987.

Du fait de sa formation dans le documentaire, Heiner Carow, assisté de son épouse, la monteuse Evelyn Carow, a pu développer un cinéma en prise avec son époque, observant avec acuité les problèmes de société contemporains (frustration de la jeunesse, occidentalisation et libération de mœurs, homosexualité).
En 1973, Heiner Carow réalise le mélodrame La Légende de Paul et Paula, en reprenant le travail qu'Ingrid Reschke avait entamé avant sa mort accidentelle. Le film devient un véritable phénomène de société en République démocratique allemande, marquant le repli du cinéma est-allemand vers des préoccupations quotidiennes, moins politiques. Suivent un nouveau film pour enfants, Ikarus, et un film sombre sur la désunion d'un couple, Jusqu'à ce que la mort vous sépare , toujours en prise avec la réalité sociale (le nombre de divorces explose en RDA à partir de la fin des années 1970).
Au cours de la décennie suivante, son film So viele Träume (1986), est présenté au 37e Festival international du film de Berlin en 1987. L'année suivante, il est membre du jury lors de la 38e Berlinale. Enfin, en 1989, juste avant la chute du mur de Berlin, il signe une nouvelle œuvre marquante, Coming Out. Il s'agit du premier film de la DEFA à aborder ouvertement la question de l'homosexualité.
Après l'unification de l'Allemagne, Carow livre une dernière production pour le cinéma, Die Verfehlung, et ne réalise plus que des téléfilms avant sa mort en 1997.

## Filmographie partielle

### Réalisateur
- 1957 : Rats des villes (Sheriff Teddy)
- 1959 : Sie nannten ihn Amigo (de)
- 1960 : Das Leben beginnt (de)
- 1964 : Die Hochzeit von Länneken (de)
- 1966 : Die Reise nach Sundevit (de)
- 1968 : Les Russes arrivent (Die Russen kommen)
- 1971 : Karriere (de)
- 1973 : La Légende de Paul et Paula
- 1975 : Ikarus (de)
- 1979 : Jusqu'à ce que la mort vous sépare (Bis daß der Tod euch scheidet)
- 1986 : So viele Träume
- 1989 : Coming Out
- 1991 : Die Verfehlung

## Récompenses et distinctions
- 1990 : Teddy Award du meilleur film pour Coming Out